# Verdad descubierta por el Tiempo
La Verdad es una escultura realizada por Bernini en 1645. Su idea original, atestiguada por bocetos iniciales, era realizar una escultura con el tema La Verdad descubierta por el Tiempo donde este último, en forma de un torbellino, desnudaba violentamente a la primera. Finalmente, quedó la imagen de la Verdad desnudada con violencia pero no la representación del Tiempo. Además incluye una especie de sol que la Verdad sostiene entre sus manos y que simbolizaría la verdad que es descubierta. 
La elaboración de esta estatua está ligada al período posterior al pontificado de Urbano VIII en que la corte pontificia pasó a ser contraria al legado de ese Papa y, por ende, a su protegido, Bernini. Así, tuvo que ver cómo era derribado el campanario que había mandado levantar para la Basílica de San Pedro, según se arguyó, por problemas de estabilidad.
Dado que este trabajo fue realizado por Bernini sin que alguien se lo hubiera pedido, lo dejó en la puerta de su casa y añadió una inscripción quejándose por las arbitrariedades de que se creía objeto. Menciona también esta obra en su testamento:

Y como que, de todas mis obras, he guardado cerca de mí la Verdad descubierta por el Tiempo, quiero que quede en la casa donde habite el primogénito de mi propiedad para que mis descendientes tengan de esta suerte un perpetuo recuerdo de mi persona y siempre presente el pensamiento de que la Verdad es la más bella virtud del mundo y que es preciso trabajar con ella porque termina siempre por ser descubierta por el Tiempo
Cirici Pellicer (1963:138)

Hasta 1924 se mantuvo con la familia Bernini, pero ese año fue trasladada a la Galería Borghese.